# Through the Rain
Singles de Mariah Carey
Reflections (Care Enough)
(2001) Boy (I Need You)
(2002)
Through The Rain est une chanson de la chanteuse américaine Mariah Carey, sortie le 5 octobre 2002. Le titre est le premier extrait de son 9e opus studio 
Charmbracelet. Le titre est écrit par Mariah Carey et Lionel Cole et composé par Mariah Carey et Jimmy Jam et Terry Lewis.

## Genèse
La chanson dévoile la force intérieure qu'il faut trouver en soi pour continuer à avancer malgré les épreuves difficiles que l'on peut rencontrer dans la vie.

## Accueil
La chanson reçoit des critiques positives. Aux États-Unis, la chanson débute à la 81e place du Billboard. Cependant, elle atteint la première place du Billboard Hot Dance Club Songs. Le titre obtient une forte médiatisation en Asie et s'érige à la 5e place du classement au Canada en devenant disque d'or avec 50 000 exemplaires vendus. En France, le titre obtient la 22e meilleure place au classement national.

## Clip vidéo
Le vidéoclip est dirigé par Dave Meyers. Il y dévoile un couple, des années 1960, en l'occurrence celui de l'interprète, faisant face aux préjugés de leurs familles respectives et partant vivre leur amour tranquillement et cela face aux clichés et autres stéréotypes de l'époque.

## Remixes
Le titre bénéficie de plusieurs remixes. Premièrement : celui de la version urbaine, titre mid-tempo co-produit par Just Blaze, contenant les participations de Kelly Price et Joe. Et secondement, les versions clubs réalisées par Hex Hector/Mac Quayle, une autre par Maurice Joshua, une de Full Intention et une de Boris & Michi's.

## Format et liste des pistes
| CD maxi-single en Australie 1. Through the Rain (Radio Edit) 2. Through the Rain (Hex Hector/Mac Quayle Radio Edit) 3. Through the Rain (Maurice Joshua Radio Edit) 4. Through the Rain (Full Intention Club Mix) CD maxi-single en Europe 1. Through the Rain (LP Version) 2. Through the Rain (Remix) 3. Through the Rain (Full Intention Radio Edit) 4. Through the Rain (Boris & Michi's Radio Mix) CD single au Japon 1. Through the Rain (LP Version) 2. Through the Rain (Remix featuring Kelly Price and Joe) 3. Through the Rain (Full Intention Radio Edit) 4. Through the Rain (Boris & Michi's Radio Mix) 12" single au Royaume-Uni 1. Through the Rain (Boris & Michi's Radio Edit) 2. Through the Rain (Full Intension Radio Mix) 3. Through the Rain (Hex Hector Radio Vocal Mix) 4. Through the Rain (Maurice Joshua Radio Edit) 5. Through the Rain (Remix Feat. Kelly Price & Joe) | CD maxi-single au Royaume-Uni 1. Through the Rain (Album Version) 2. Through the Rain (Full Intention Radio Mix) 3. Through the Rain (Boris & Michi's Radio Mix) 4. Through the Rain (Hex Hector Radio Mix) CD single aux États-Unis 1. Through the Rain (Album Version) 2. Through the Rain (Hex Hector/Mac Quayle Radio Edit) 3. "Bringin' On the Heartbreak" (Live Version) CD maxi-single aux États-Unis 1. Through the Rain (Hex Hector Radio Edit) 2. Through the Rain (Full Intention Radio Edit) 3. Through the Rain (Maurice Joshua Radio Edit) 4. Through the Rain (Hex Hector Club Mix) 5. Through the Rain (Full Intention Club Mix) 6. Through the Rain (Maurice Joshua Club Mix) 7. Through the Rain (Full Intention Dub Mix) 8. Through the Rain (Maurice Joshua Dub Mix) |

## Classement hebdomadaire
| \| Classement (2002-2003) \| Meilleure position \| \| ------------------------------------------ \| ------------------ \| \| Allemagne (Media Control AG)[1] \| 36 \| \| Australie (ARIA)[2] \| 15 \| \| Autriche (Ö3 Austria Top 40)[3] \| 45 \| \| Belgique (Flandre Ultratop 50 Singles)[4] \| 44 \| \| Belgique (Wallonie Ultratop 50 Singles)[5] \| 29 \| \| Canada (Jam! Canoe)[6] \| 5 \| \| Danemark (Tracklisten)[7] \| 13 \| \| Espagne (PROMUSICAE)[8] \| 1 \| \| États-Unis (Hot 100)[9] \| 81 \| \| États-Unis (Pop Songs)[9] \| 26 \| \| États-Unis (Hot R&B/Hip-Hop Songs)[9] \| 69 \| \| États-Unis (Hot Dance Club Songs)[9] \| 1 \| \| Europe (Hot 100)[10] \| 11 \| \| France (SNEP)[11] \| 22 \| \| Irlande (IRMA)[12] \| 16 \| \| Italie (FIMI)[13] \| 7 \| \| Japon (Oricon)[14] \| 26 \| \| Nouvelle-Zélande (RMNZ)[15] \| 37 \| \| Norvège (VG-lista)[16] \| 15 \| \| Pays-Bas (Single Top 100)[17] \| 9 \| \| Royaume-Uni (UK Singles Chart)[18] \| 8 \| \| Suède (Sverigetopplistan)[19] \| 7 \| \| Suisse (Schweizer Hitparade)[20] \| 7 \| |                    |
| Classement (2002-2003) | Meilleure position |
| Allemagne (Media Control AG) | 36                 |
| Australie (ARIA) | 15                 |
| Autriche (Ö3 Austria Top 40) | 45                 |
| Belgique (Flandre Ultratop 50 Singles) | 44                 |
| Belgique (Wallonie Ultratop 50 Singles) | 29                 |
| Canada (Jam! Canoe) | 5                  |
| Danemark (Tracklisten) | 13                 |
| Espagne (PROMUSICAE) | 1                  |
| États-Unis (Hot 100) | 81                 |
| États-Unis (Pop Songs) | 26                 |
| États-Unis (Hot R&B/Hip-Hop Songs) | 69                 |
| États-Unis (Hot Dance Club Songs) | 1                  |
| Europe (Hot 100) | 11                 |
| France (SNEP) | 22                 |
| Irlande (IRMA) | 16                 |
| Italie (FIMI) | 7                  |
| Japon (Oricon) | 26                 |
| Nouvelle-Zélande (RMNZ) | 37                 |
| Norvège (VG-lista) | 15                 |
| Pays-Bas (Single Top 100) | 9                  |
| Royaume-Uni (UK Singles Chart) | 8                  |
| Suède (Sverigetopplistan) | 7                  |
| Suisse (Schweizer Hitparade) | 7                  |

### Classement annuel
| Classement (2002) | Position |
| ----------------- | -------- |
| Suède             | 83       |
| Suisse            | 98       |